# دوور، شهرستان بونی، ایندیانا
دوور (به انگلیسی: Dover) یک منطقهٔ مسکونی در ایالات متحده آمریکا است که در ایندیانا واقع شده‌است. دوور ۲۷۴ متر بالاتر از سطح دریا واقع شده‌است.